# Heilige Dreifaltigkeit (Sickertshofen)

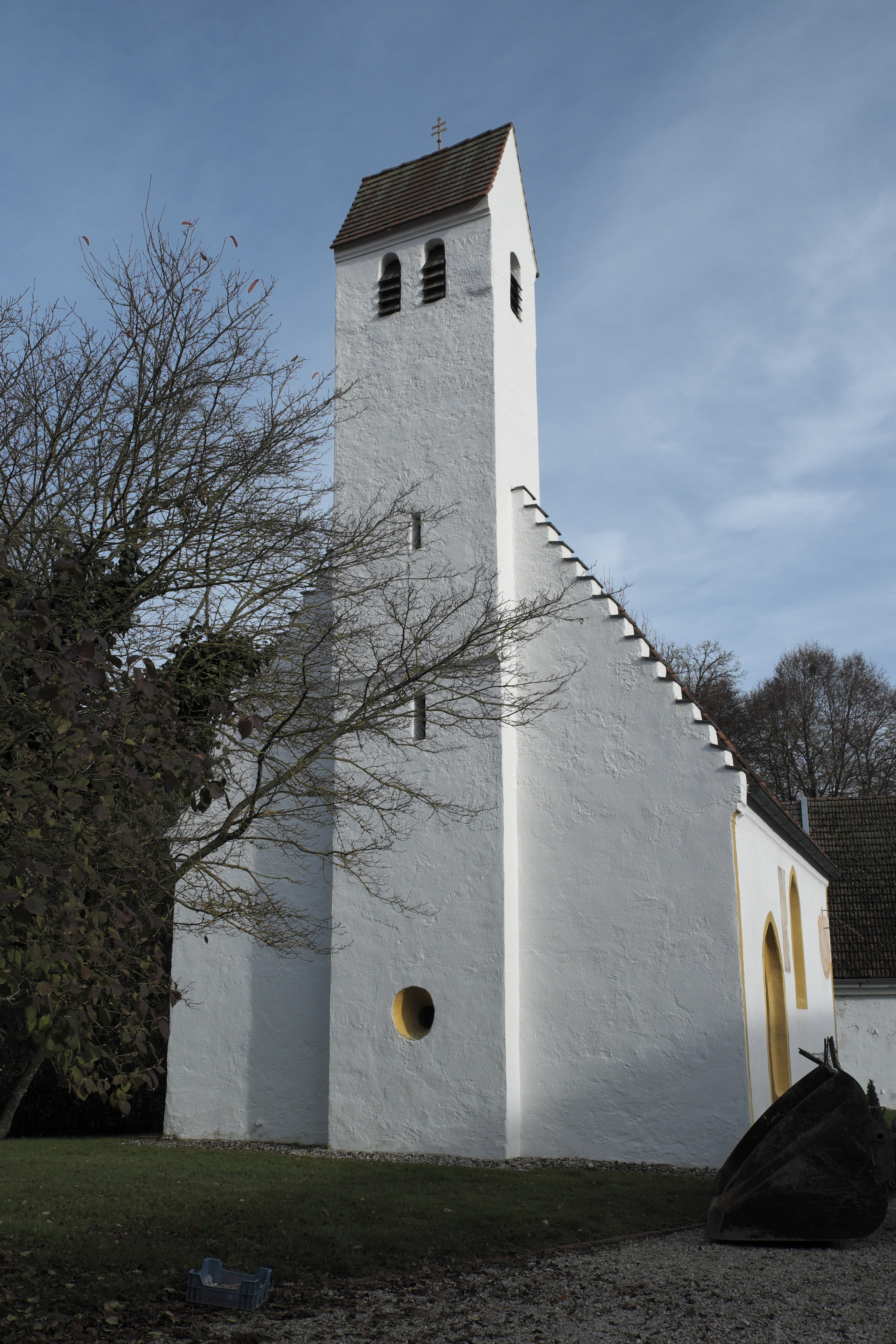
Kapelle Heilige Dreifaltigkeit, Westfassade

Die römisch-katholische Kapelle Heilige Dreifaltigkeit in Sickertshofen, einem Ortsteil der Gemeinde Schwabhausen im oberbayerischen Landkreis Dachau, ist die ehemalige Hofkapelle eines Klostergutes des Augustiner-Chorherrenstiftes Indersdorf. Sie wurde im 13./14. Jahrhundert errichtet und in spätgotischer Zeit verändert. Die Kapelle ist der Dreifaltigkeit geweiht.

## Architektur
In der Mitte der Westfassade erhebt sich der mit einem Satteldach gedeckte, querrechteckige Glockenturm. Die Westfassade wird von einem getreppten Giebel bekrönt. Turm und Giebel wurden um 1500 verändert. Der schlichte Innenraum wird von einer Flachdecke gedeckt und geht in den dreiseitig geschlossenen Chor über.

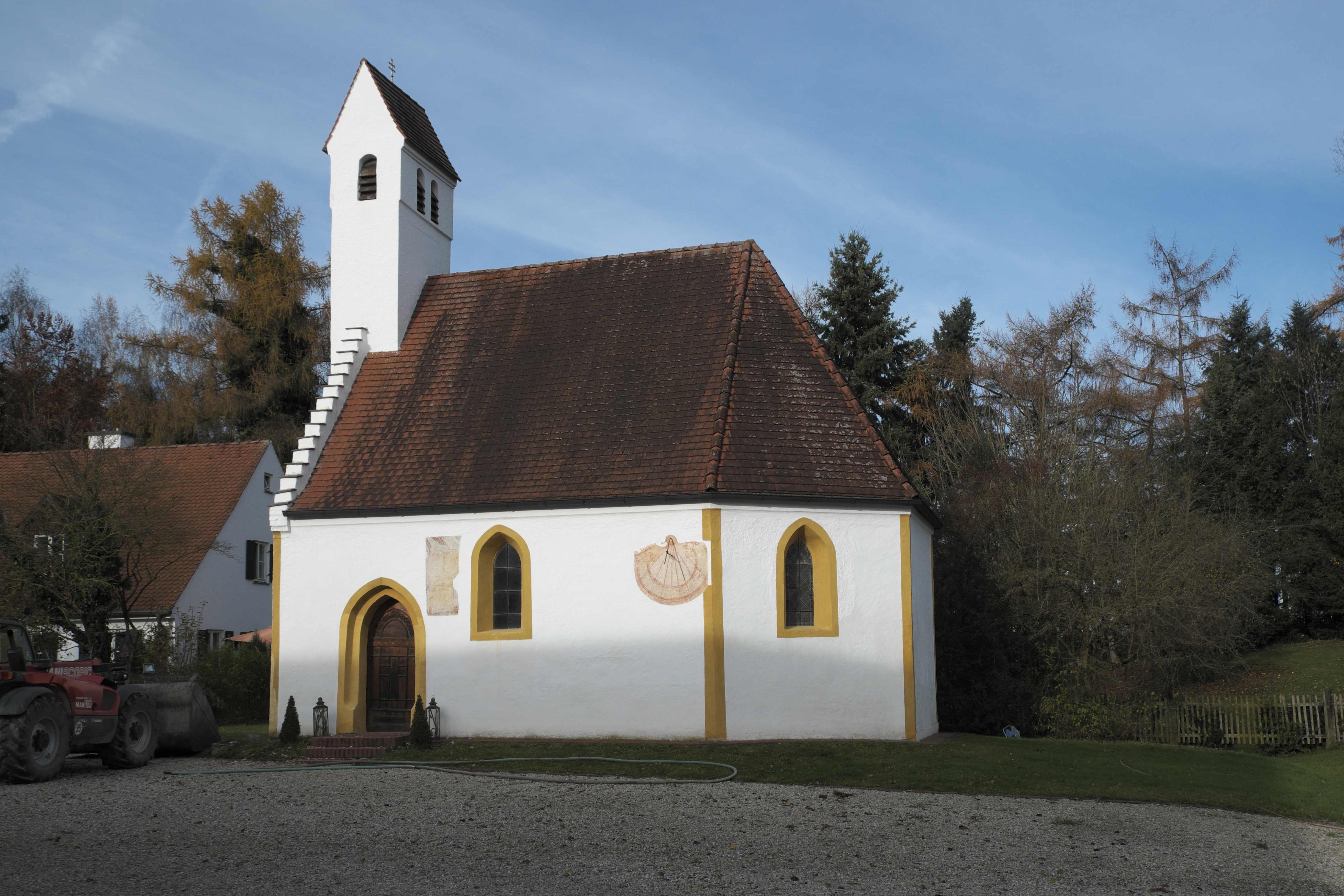
Ansicht von Süden
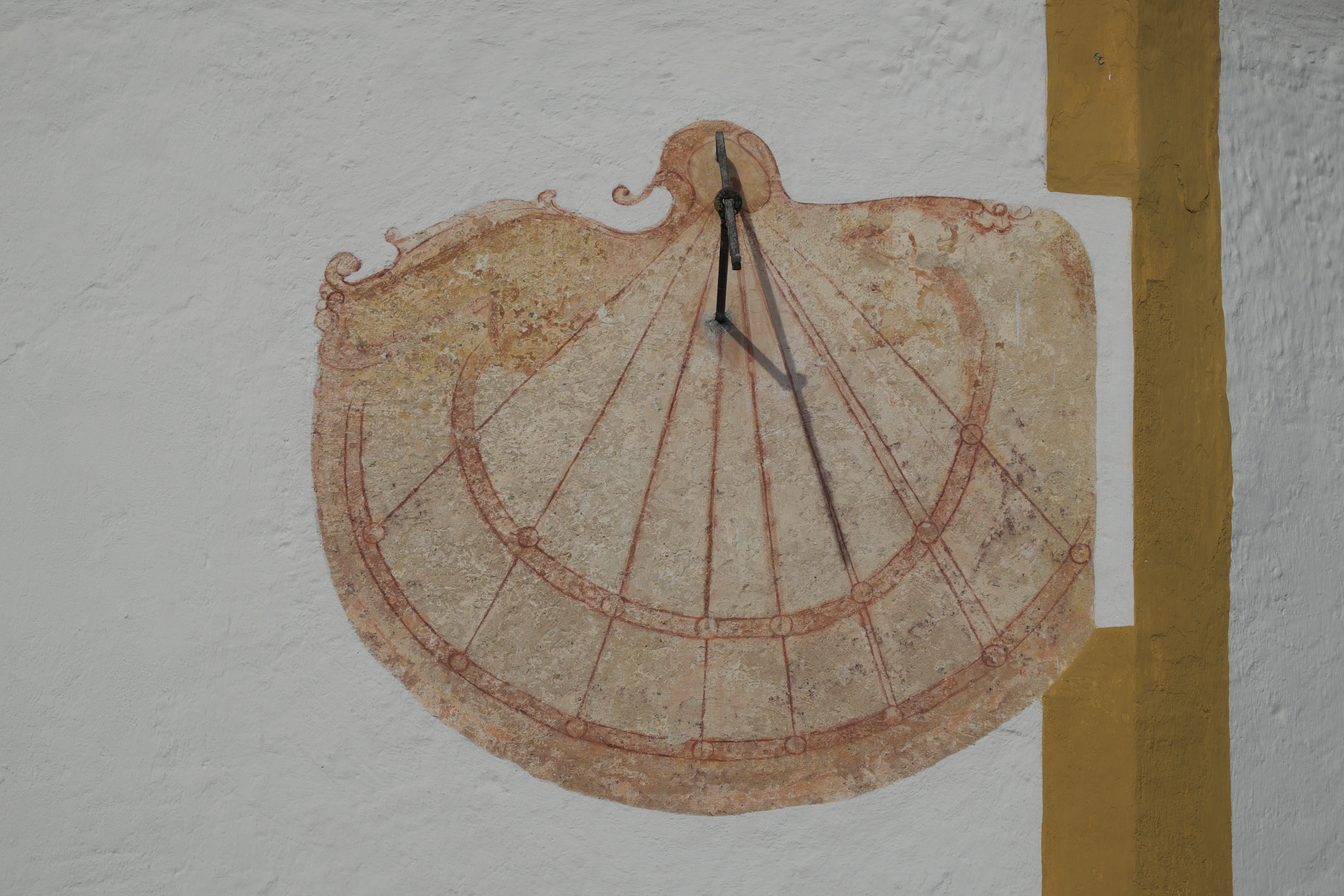
Sonnenuhr
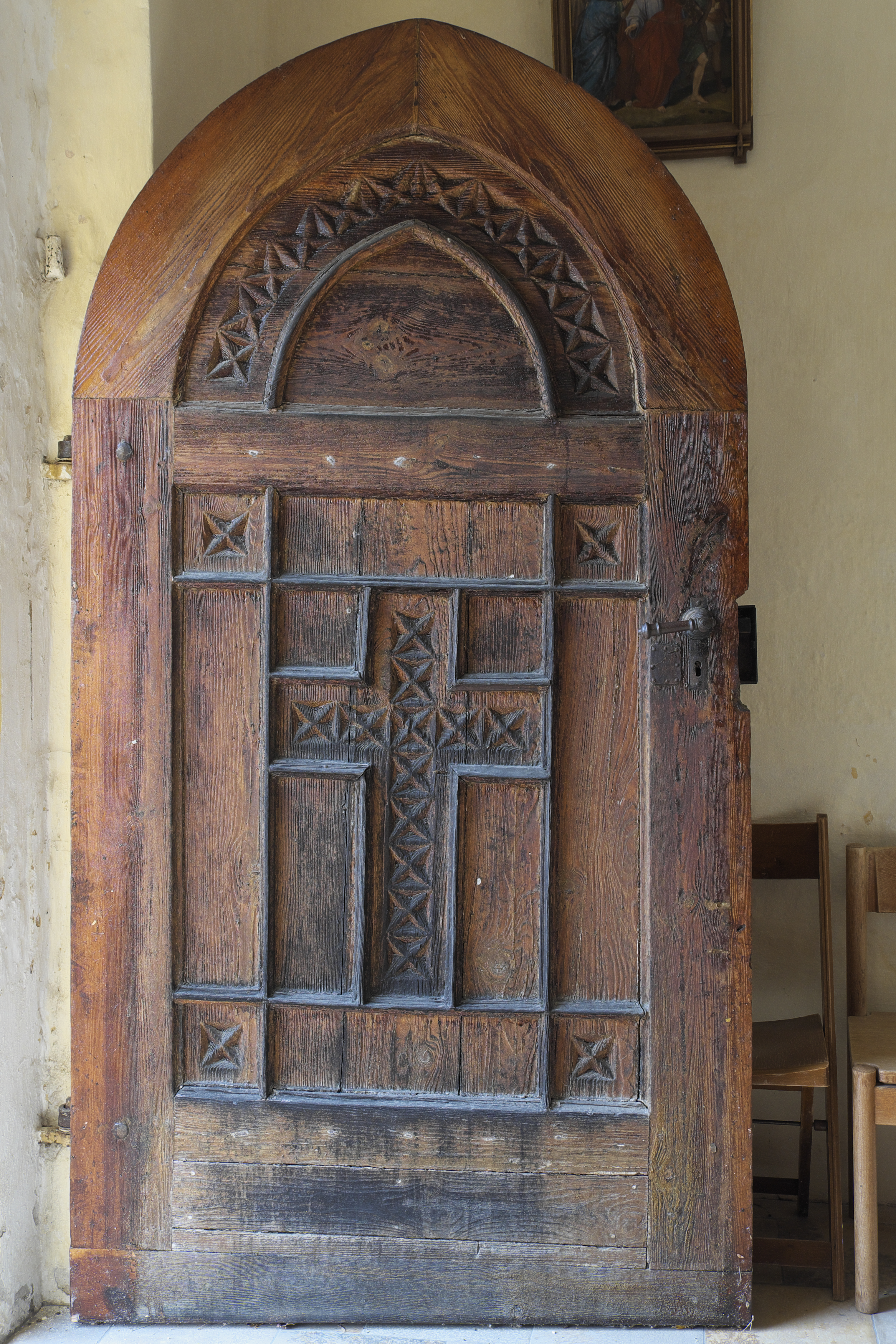
Tür
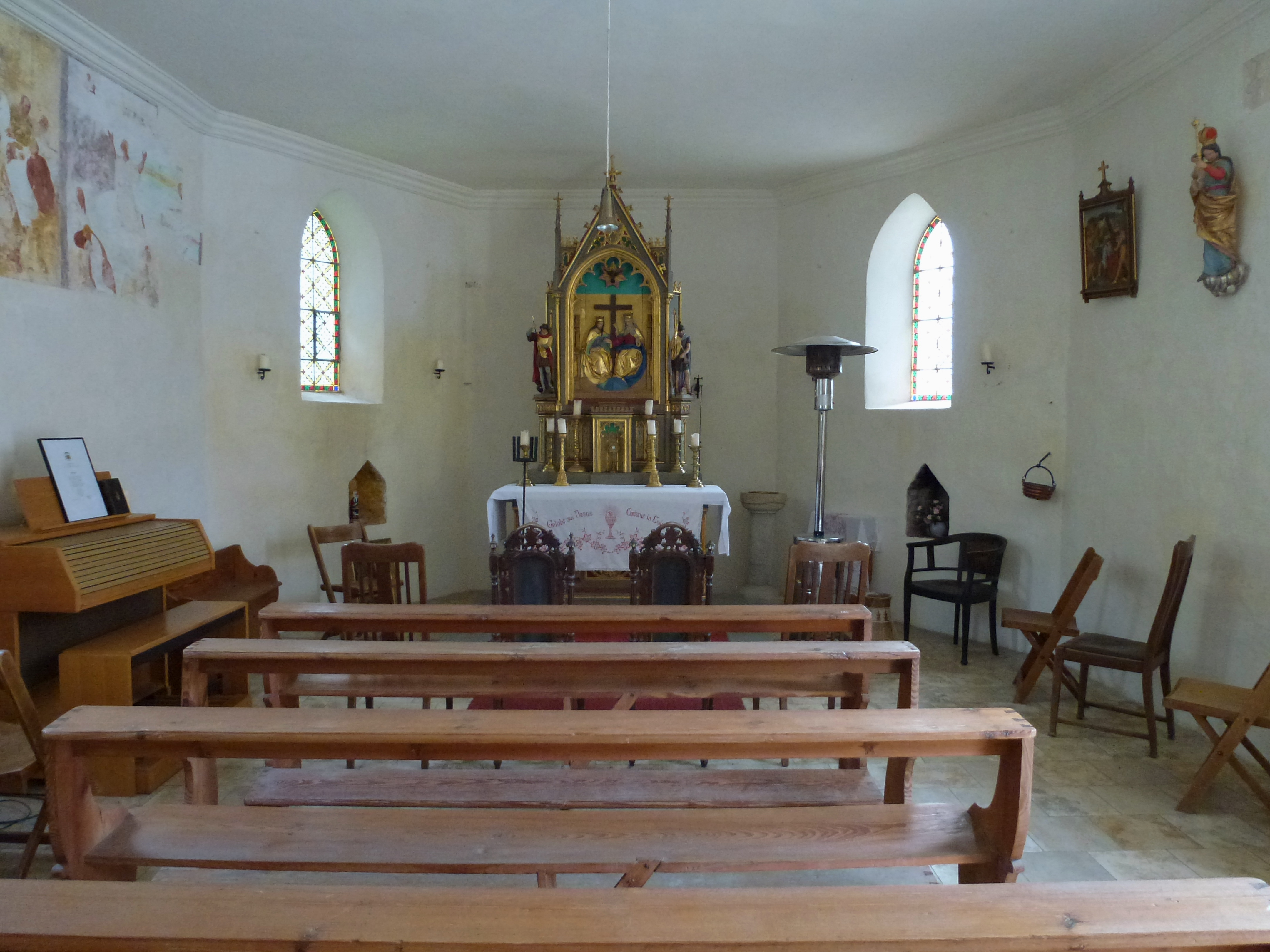
Innenraum

## Fresken
An den Wänden wurden Fresken freigelegt, die bis auf das 14. Jahrhundert zurückgehen. Die Darstellung des letzten Abendmahls und die Ölbergszene werden in das frühe 16. Jahrhundert datiert.

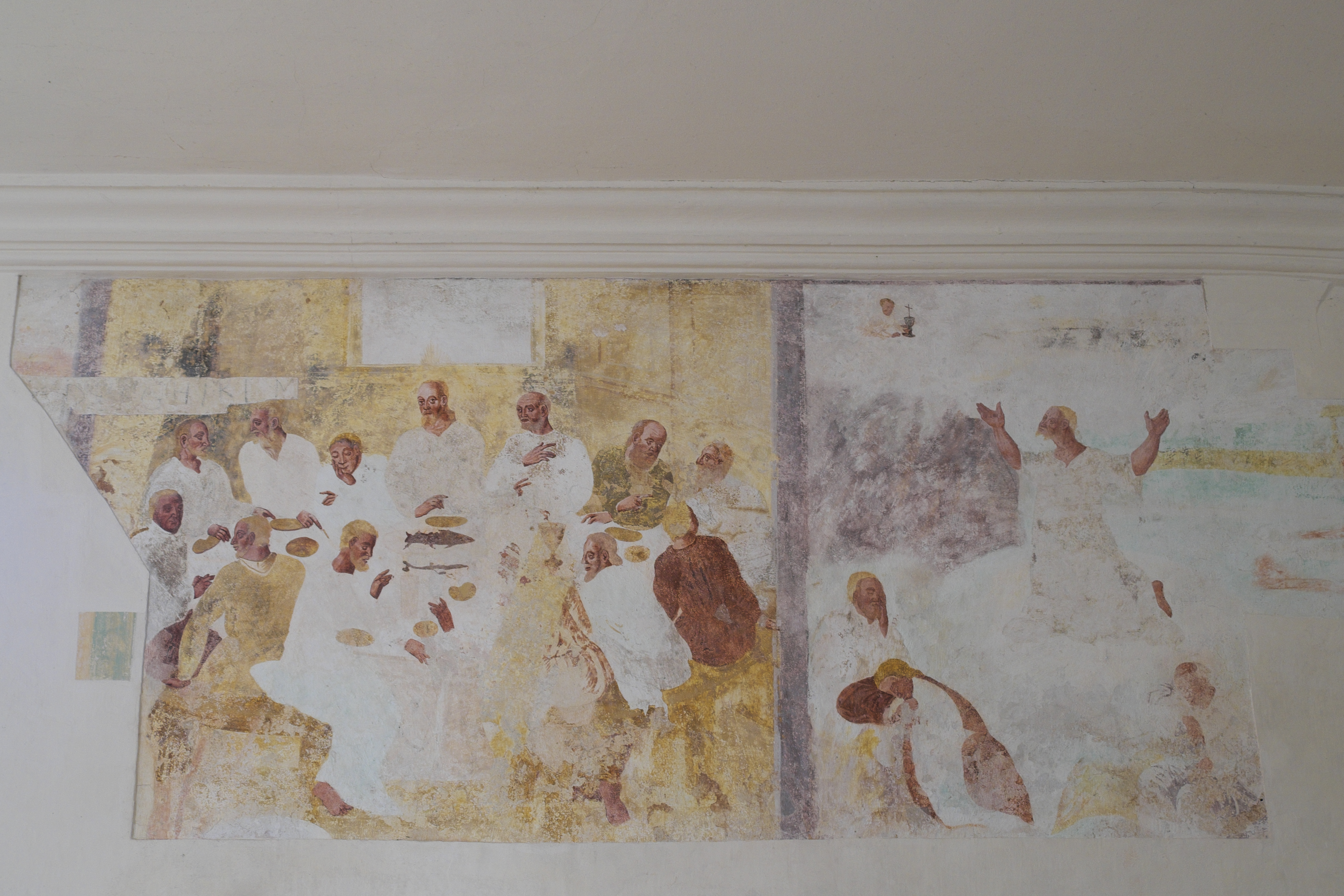
Wandfresken
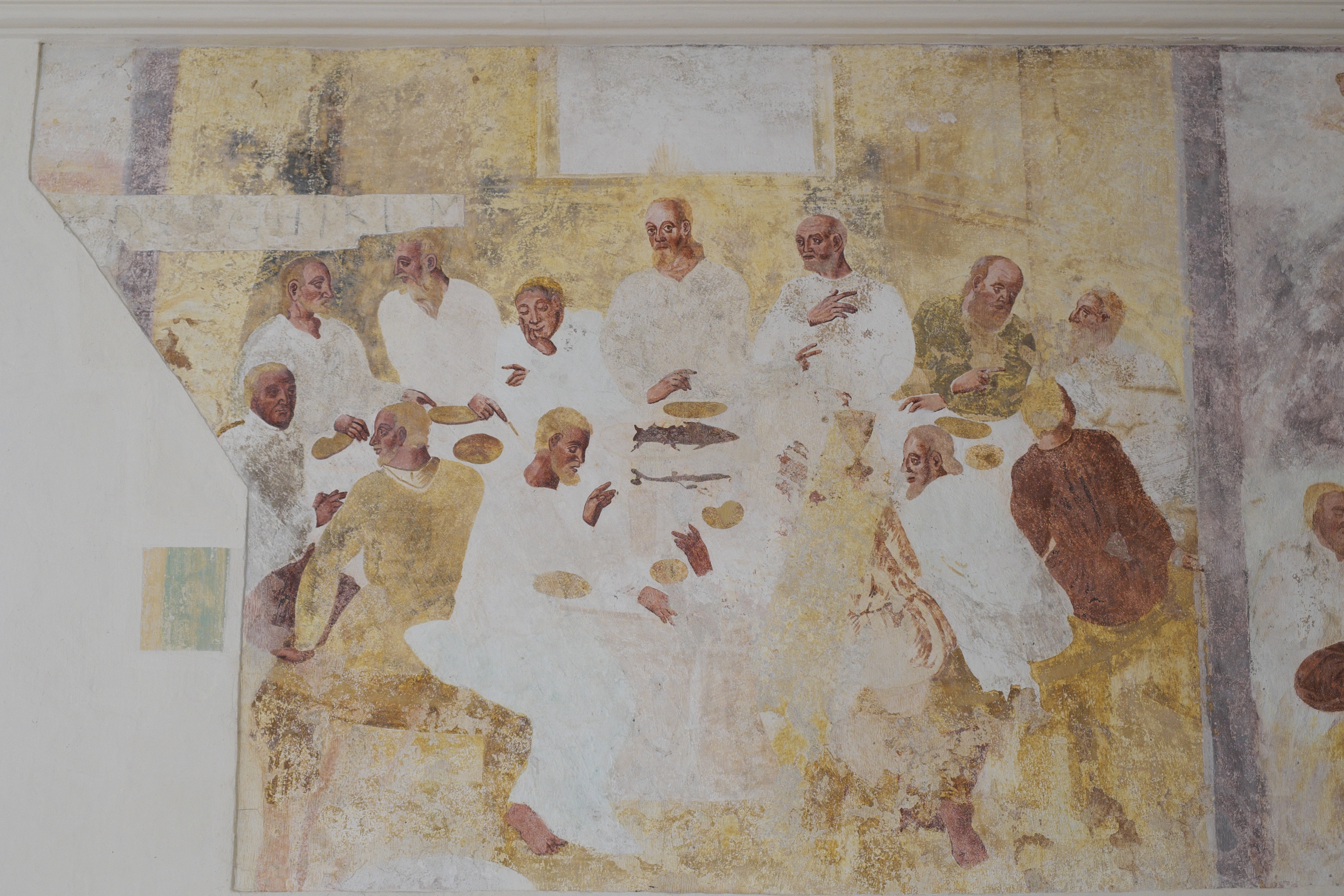
Letztes Abendmahl
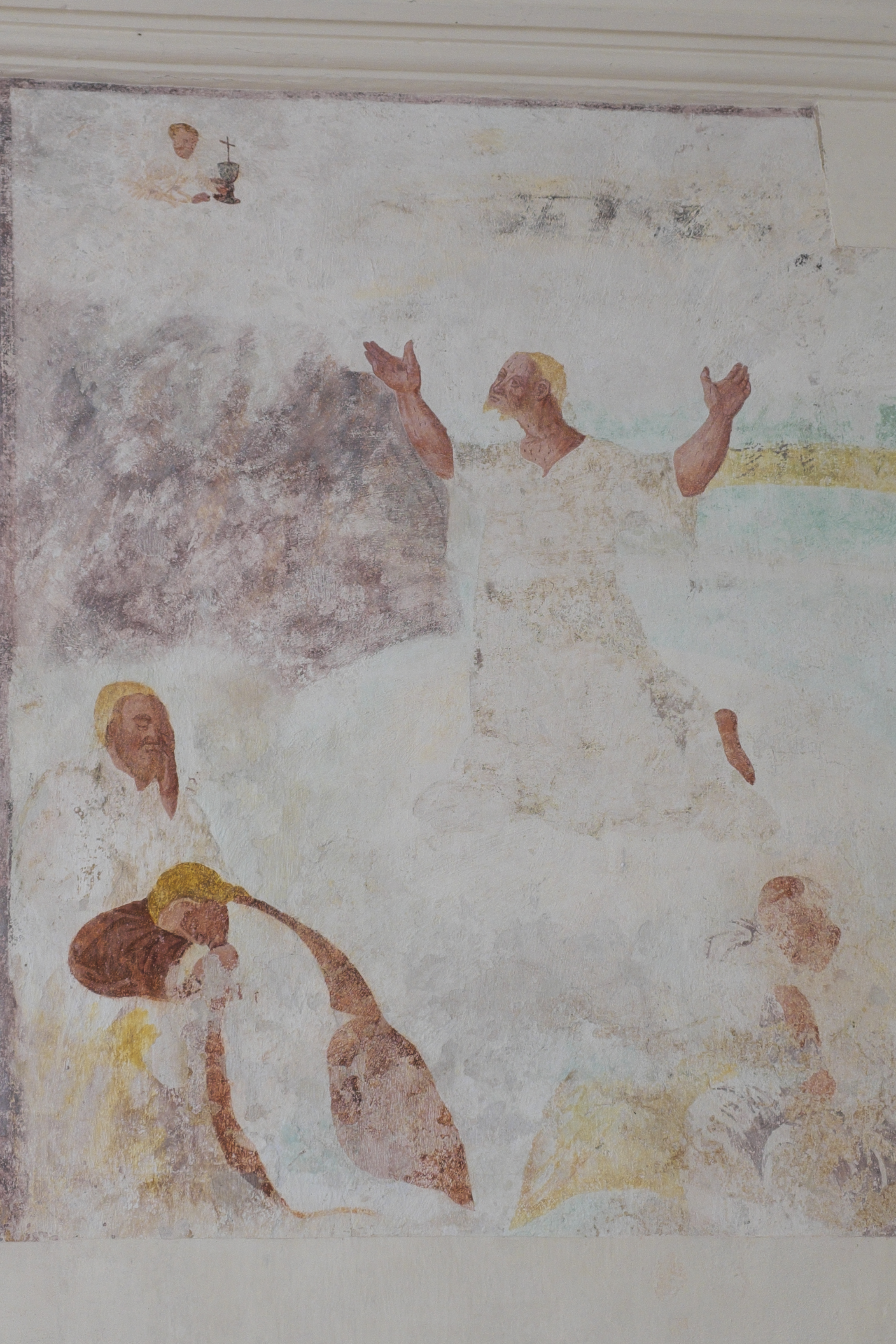
Jesus am Ölberg
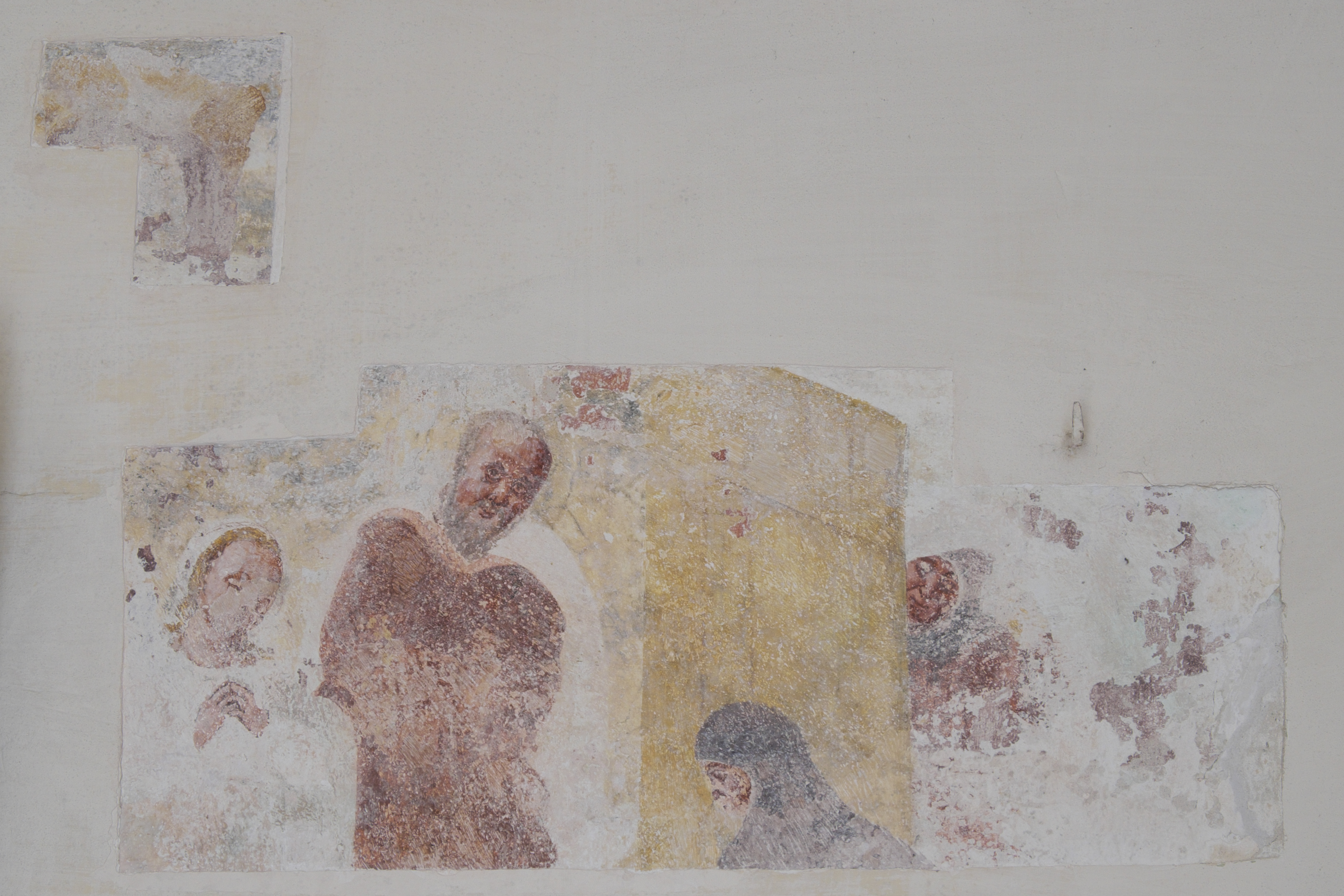
Passionsszene

## Ausstattung

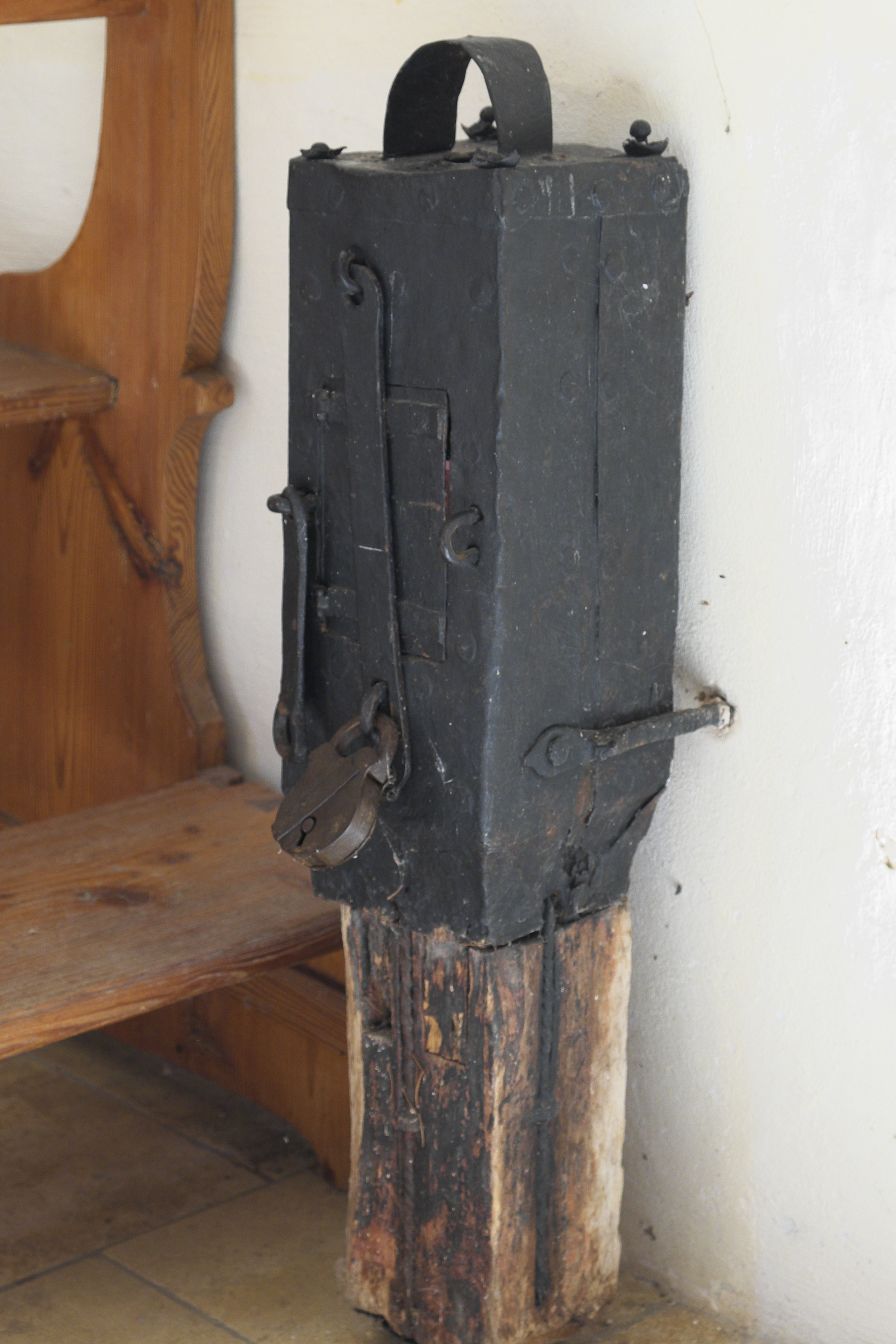
Opferstock

- Der Altar wurde 1860 im Stil der Neugotik geschaffen. Im Zentrum stellt ein Relief die Dreifaltigkeit dar, seitlich stehen die Figuren des heiligen Florian mit Löscheimer und des heiligen Georg, der den Drachen besiegt.
- Die kleine Schnitzfigur der Mondsichelmadonna wird um 1700 datiert.
- In der Kapelle ist ein alter Opferstock erhalten.